# Macedonia Baptist Church

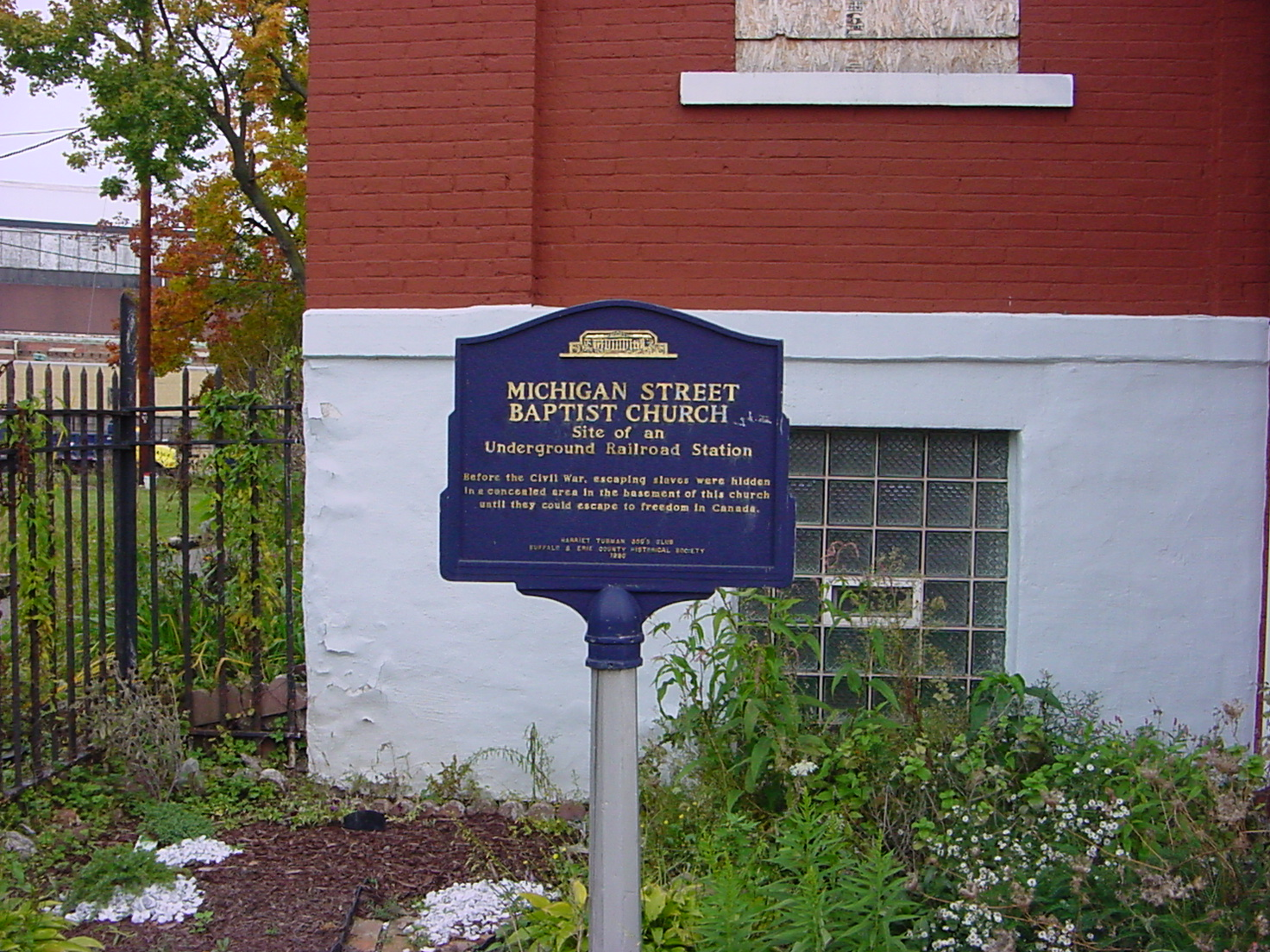
Segnale identificativo della ex chiesa battista di Michigan Street

La Macedonia Baptist Church, più comunemente conosciuta come Michigan Street Baptist Church, è una storica chiesa battista afroamericana situata a Buffalo nella Contea di Erie, New York. È una chiesa di mattoni costruita nel 1845. Samuel H. Davis è stato il quinto pastore della congregazione, contribuì a raccogliere fondi per una chiesa e, come muratore, fece lui stesso gran parte della costruzione. Ha tenuto il discorso di benvenuto alla Convenzione Nazionale dei Cittadini di Colore dell'America del 1843.

## Storia
Il Rev. J. Edward Nash (1868–1957) servì la congregazione dal 1892 al 1953. La sua casa, la Rev. J. Edward Nash, Sr. House, si trova nelle vicinanze.
È stato inserita nel Registro nazionale dei luoghi storici nel 1974 con codice 74001233.
Nel 2013, la chiesa è stata oggetto di un approfondito rapporto sulla struttura storica, disponibile in formato cartaceo presso tre biblioteche di Buffalo.